# Rio Galaţi (Ampoi)
O Rio Galaţi é um rio da Romênia, afluente do Ampoi, localizado no distrito de Alba.